# I Got Love
«I Got Love» — песня российского хип-хоп-дуэта Miyagi & Эндшпиль при участии российского рэпера Рем Дигга, выпущенная 9 сентября 2016 года на лейбле Hajime Records. Видеоклип на песню стал самым популярным музыкальным клипом российского YouTube, имея свыше 1 миллиарда просмотров.

## Успех
Трек занял высокие строчки в чартах Яндекс Музыки, VK Музыки, Apple Music, Shazam, МТС Музыки, Wink Музыки. Песня снискала большой успех за рубежом, по мнению артистов, благодаря англоязычному припеву. На припев песни у Miyagi ушло десять минут. «Это обычная скорость для нас. Припевчик Азамат зафристайлил, когда зашёл в будку к микрофону. На ровном месте. Это же творчество. Чувак, это рэпчик. Так и надо работать — в кайф, не в напряг», сказал Эндшпиль в интервью.

## Музыкальное видео
Музыкальный видеоклип на песню вышел 2 июня 2017 года. Бюджет клипа составил 800 тыс. рублей. Хип-хоп-дуэт изначально не планировал экранизировать песню. Снять видеоклип их убедил клипмейкер из Казахстана Айсултан Сеитов. «Если бы Айс не дожал, ничего бы не было. Когда настал день съёмок, мы офигели, насколько он крутой тип. Как рыба, как акула чувствовал себя на съёмочной площадке», говорил Эндшпиль в интервью.
В 2019 году музыкальное видео установило рекорд в российском YouTube, собрав 300 миллионов просмотров. В 2020 году песня российской рэйв-группы Little Big «Skibidi» сместила композицию «I Got Love» с самого популярного клипа в российском YouTube, однако в 2021 году «I Got Love» снова вырвался в лидеры.
27 декабря 2024 года видеоклип на песню преодолел отметку в 1 миллиард просмотров на YouTube, став первым российским и русскоязычным музыкальным видео на видеохостинге, достигшим таких показателей.